# Gu Sang-bum
Gu Sang-bum (* 15. Juni 1964) ist ein ehemaliger südkoreanischer Fußballspieler, der zuletzt bei Daewoo Royal spielte. Er steht bei Seongnam FC als Interimstrainer unter Vertrag. 

## Karriere als Spieler

### Jugendzeit bei der Dankook University
Gu Sang-bum studierte an der Incheon-Universität und spielte in dieser Zeit für die Universitätsmannschaft. Er war dort von 1983 bis 1885. 

### Fußball-Karriere in Südkorea
Sang-bum wurde mit 22 Jahren als Spieler von Lucky Goldstar Hwangso, dem heutigen FC Seoul vorgestellt. Er blieb dort bis 1993. In der Zeit dort gewann er die K League 1990. Nach 133 Einsätzen und elf Toren verließ er den mittlerweile in LG Cheetahs umbenannten Verein in Richtung Daewoo Royals, den heutigen Busan IPark. Dort spielte er eine Saison lang. In seiner Zeit dort erzielte er 24 Einsätze und ein Tor. 1995 wechselte er zu den Pohang POSCO Atoms, den heutigen Pohang Steelers. Dort kam er allerdings nur auf 14 Einsätze und zwei Tore. Nach Ende der Saison gab er sein Karriere-Ende bekannt. Sein einziger Titel blieb der Meisterschaftstitel von 1990.

### Nationalmannschafts-Karriere
1988 wurde er zum ersten Mal in die Nationalmannschaft einberufen. Sein größter Triumph mit der Nationalmannschaft war 1990 bei den Asienspielen in Peking. Dort erhielt er Bronze mit seiner Nationalmannschaft. 1994 beendete er seine Karriere in der Nationalmannschaft. Er spielte 67-mal für die Nationalmannschaft und erzielte in der Zeit drei Tore.

## Karriere als Trainer
Im Jahr 1998 wurde er Trainer der südkoreanischen Fußballnationalmannschaft. Er blieb dort bis 1999 und ließ danach seinen Vertrag auslaufen. 2001 wurde er Trainer der Kyungshin High school. Seine Aufgabe dort war es, den Jugendbereich zu stärken. 2003 verließ er die Kyungshin High school. 2004 wurde er Co-Trainer bei seiner alten Universität, der Incheon-Universität. Er blieb dort bis 2008. Da sich der Erfolg nicht einstellte, wurde sein Vertrag nicht weiter verlängert. 2009 wurde er als Scout bei Gangwon FC vorgestellt. Seine Aufgabe war es, für den Verein junge Spieler anzuwerben und nach Talenten Ausschau zuhalten. 2011 wurde allerdings auf seinen Wunsch der Vertrag nicht verlängert. Im darauffolgenden Jahr ging er zu Sangju Sangmu FC und wurde dort Co-Trainer. Nachdem der Verein seine 1. Mannschaft nach der Hinrunde zurückgezogen hatte, wurde er ebenfalls mit dem Trainerstab entlassen. 2016 kehrte er als Trainer der Pungsaeng High School wieder zurück. Seine Arbeit dort dauerte nicht lange. Nachdem Seongnam FC ihn als Interimstrainer bis Ende der Saison haben wollte, wurde sein Vertrag bei der High School aufgelöst und er wurde Interimstrainer bei Seongnam FC. Nachdem der Abstieg bei Seongnam FC feststand, wurde er entlassen. Kurz darauf unterzeichnete er wieder einen Vertrag bei der Pungsaeng High School als Trainer.

## Erfolge
- 1× K League Meisterschaft 1990

## Belege
- Artikel über seine Trainer-Stationen (kor)

| Personendaten    | Personendaten                               |
| ---------------- | ------------------------------------------- |
| NAME             | Gu, Sang-bum                                |
| KURZBESCHREIBUNG | südkoreanischer Fußballspieler und -trainer |
| GEBURTSDATUM     | 15. Juni 1964                               |
| GEBURTSORT       | Südkorea                                    |